# جون وونگ ته
جون وونگ ته (کره‌ای: 전웅태؛ زادهٔ ۱ اوت ۱۹۹۵) ورزشکار پنج‌گانه مدرن اهل کره جنوبی است.
وی در مسابقات کشوری و بین‌المللی در مجموع برندهٔ ۵ مدال طلا، ۲ مدال نقره، ۴ مدال برنز شده است.